# Carathrips mediamericanus
Carathrips mediamericanus är en insektsart som först beskrevs av Ian A. Hood 1934.  Carathrips mediamericanus ingår i släktet Carathrips och familjen rörtripsar. Inga underarter finns listade i Catalogue of Life.